# 3843 OISCA
3843 OISCA — астероїд головного поясу, відкритий 28 лютого 1987 року.
Тіссеранів параметр щодо Юпітера — 3,033.